# Jacek Polaczek
Jacek Polaczek (ur. 17 lipca 1943 w Częstochowie, zm. 8 maja 2017 w Szczecinie) – polski aktor filmowy i teatralny.

## Życiorys
Był absolwentem Państwowej Wyższej Szkoły Filmowej i Telewizyjnej w Łodzi, którą ukończył w 1969 roku. Występował na deskach: Teatru im. Ludwika Solskiego w Tarnowie (1968–1969), Bałtyckiego Teatru Dramatycznego im. Juliusza Słowackiego w Koszalinie (1969–1970) oraz Teatru Polskiego w Poznaniu (1970–1976). Od 1976 roku związał się ze scenami Szczecina, gdzie występował w Teatrach: Współczesnym (1976–1981, 1984–1991, 1993–2003) oraz Polskim (1981–1984, 1991–1993, 2003–2017) oraz sceną Domu Kultury 13 Muz, Teatru Kameralnego, Teatru Krypta oraz Kabaretu Klim. Występował również w słuchowiskach Polskiego Radia Szczecin oraz kilkukrotnie w spektaklach Teatru Telewizji. Pochowany na cmentarzu Górczyńskim w Poznaniu (kwatera IILno-9-7).

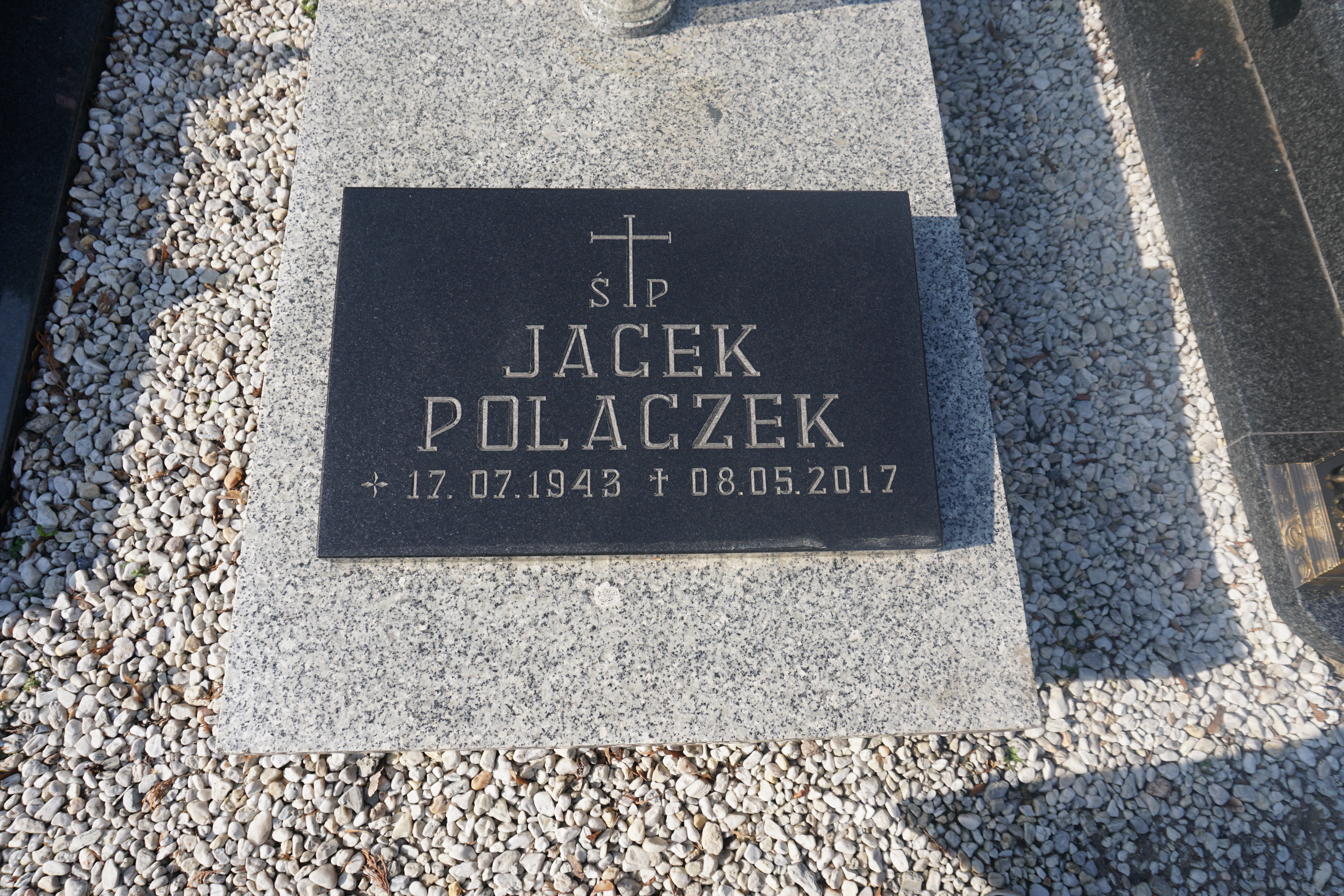
Grób Jacka Polaczka na cmentarzu Górczyńskim

## Filmografia
- 07 zgłoś się (1984, odc. 15) - Konstanty Szczerbic
- Penelopy (1988)
- Paderewskiego życie po życiu (1999) - Vallotton
- Lincz (2010) - Kopera

## Nagrody i odznaczenia
- 1979 – Odznaka „Zasłużony Działacz Kultury”
- 1985 – laureat plebiscytu na najpopularniejszych aktorów w Szczecinie
- 1987 – Nagroda Miłośników Teatru (Szczecin)
- 1997 – Oko Recenzenta - nagroda szczecińskich dziennikarzy i krytyków za znaczące role w ciągu trzech ostatnich sezonów teatralnych
- 1998 – XXXIII Ogólnopolski Przegląd Teatrów Małych Form "Kontrapunkt" - nagroda za rolę Fryderyka Korbesa w przedstawieniu "Gry śmiertelne" Friedricha Dürrenmatta
- 1998 – Ulubiony Aktor Młodych Widzów w sezonie 1996/97 (Szczecin)
- 2001 – Nagroda Artystyczna Miasta Szczecina
- 2005 – Srebrny Medal „Zasłużony Kulturze Gloria Artis”[3]
- 2009 – Bursztynowy Pierścień dla najlepszego aktora sezonu 2008/2009